# Lokorsko
Lokorsko (bulgariska: Локорско) är ett distrikt i Bulgarien.   Det ligger i kommunen Stolitjna Obsjtina och regionen Sofija-grad, i den västra delen av landet, 14 km nordost om huvudstaden Sofia.
Trakten runt Lokorsko består till största delen av jordbruksmark. Runt Lokorsko är det tätbefolkat, med 849 invånare per kvadratkilometer.